# Фабия Старша
Фабия Старша (на латински: Fabia Major) е римска благородничка от 4 век пр.н.е.

## Биография
Произлиза от фамилията Фабии. Дъщеря е на Марк Фабий Амбуст (консулски военен трибун 381 и 369, цензор 363 пр.н.е.). Сестра е на Фабия Младша, която става съпруга на плебея Гай Лициний Столон.
Омъжва се за Сервий Сулпиций Претекстат (консулски военен трибун 377, 376, 370 и 368 пр.н.е.)